# Curt Souchay
Carl Friedrich Curt Souchay, auch Kurt Souchay (* 9. Juli 1893 in Berlin; † 16. November 1978 in Altenberge) war ein deutscher Offizier, zuletzt Generalmajor, und Kommunalpolitiker.

## Leben
Curt Souchay entstammt dem Berliner Zweig der Familie Souchay, die als Hugenotten im 18. Jahrhundert zunächst nach Hanau gekommen war. Er war der älteste Sohn des Malers Paul Souchay, der schon 1900 starb, und dessen Frau Helene, geb. Koch (* 1860 in Berlin; † 1930 ebenda). Sein Bruder Werner (* 1894) fiel 1916 im Ersten Weltkrieg. Dessen Zwillingsschwester Catharina (1894–1940) heiratete den Hamburger Rechtsanwalt Johannes Studt. Sie ist die Großmutter von Stefan Studt. Der Maler Erich Souchay (1877–1941) war Curt Souchays Cousin.
Beförderungen
- 18. August 1913 Leutnant
- 5. Oktober 1916 Oberleutnant
- 1. Februar 1924 Hauptmann
- 1. Oktober 1933 Major
- 1. April 1936 Oberstleutnant
- 1. Januar 1939 Oberst
- 1. August 1942 Generalmajor

1912 trat Souchay in die kaiserliche Armee ein. 1913 wurde er im Infanterie-Regiment „Freiherr von Sparr“ (3. Westfälisches) Nr. 16 zum Leutnant ernannt. 1916 wurde er Oberleutnant. Souchay blieb nach dem Ende des Ersten Weltkriegs in der Reichswehr. 1924 erfolgte seine Beförderung zum Hauptmann, 1933 zum Major, 1936 zum Oberstleutnant und am 1. Januar 1939 zum Oberst.
Souchay war vor allem in Stabsstellungen tätig, in der Reichswehr vor allem beim Infanterieregiment 18  in Münster und Paderborn. Ab 1934 war er Dozent an der Infanterieschule in Dresden, 1938 Adjutant der Heeresgruppe 6 in Hannover.
Mit Beginn des Zweiten Weltkriegs wurde er Adjutant der 4. Armee und 1941 in gleicher Stellung bei der Heeresgruppe Mitte. Für kurze Zeit übernahm er im Juli 1942 das Kommando über das Infanterieregiment 472. Vom 10. Juli 1942 bis zum 24. November 1942 befehligte er die 72. Infanterie-Division, ab dem 1. August 1942 als Generalmajor. Danach wurde er vorübergehend in die Führerreserve versetzt. Seit dem 1. Februar 1943 unterstand ihm die Feldkommandantur 755 mit Sitz in Le Mans, die für das Département Sarthe zuständig war. Im Sommer 1944 war er Kommandant des rückwärtigen Armeegebietes (Korück) der auf dem Rückzug befindlichen 7. und 1. Armee. Anfang September war er Befehlshaber in Luxemburg.
Am 4. Mai 1945 geriet Souchay in amerikanische Kriegsgefangenschaft. Er beteiligte sich mit drei Studien an der kriegsgeschichtlichen Arbeit der Operational History (German) Section.
Nach der Entlassung aus der Gefangenschaft nahm Souchay seinen Wohnsitz in Münster. Hier wurde er in der CDU kommunalpolitisch aktiv. Für drei Legislaturperioden war er von 1956 bis 1969 Ratsherr der Stadt Münster. 1956 wurde er direkt im Wahlkreis 17, 1961 direkt im Wahlkreis 23 und 1964 über die Ratsliste der CDU gewählt. Souchay war 1961 intensiv an der Planung und Errichtung des Ehrenmals der 16. Panzer- und Infanterie-Division beteiligt. Das sogenannte Stalingrad-Denkmal  befindet sich in einer Grünanlage am Parkplatz Münzstraße hinter Hausnummer 1a an der Promenade.

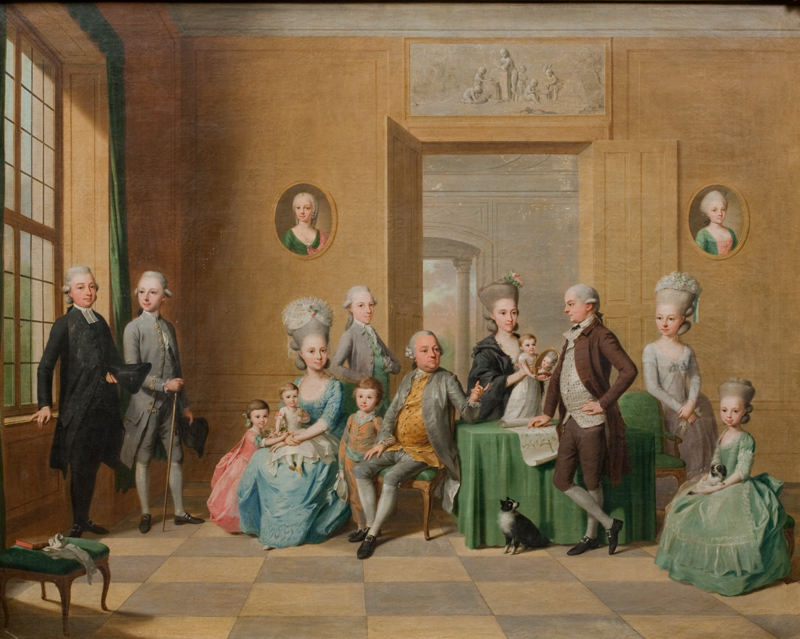
Anton Wilhelm Tischbein: Familie Souchay (1779)

Seit 1927 war er verheiratet mit Irmgard, geb. von Laer (1901–), einer Tochter des Landrats in Paderborn Friedrich von Laer. Das Paar hatte drei Töchter. Da Souchay keinen Sohn hatte, erbte die älteste Tochter Gisela, verheiratete Kyhn (1928–1993) das von Anton Wilhelm Tischbein 1779 gemalte Familienbild. Ihr Mann Arne Kyhn übergab es im Januar 2002 als Depositum an das Statens Museum for Kunst in Kopenhagen.

## Auszeichnungen
- Eisernes Kreuz, II. und I. Klasse (1. Weltkrieg)
- Spange zum Eisernen Kreuz II. Klasse (21. September 1939)
- Deutsches Schutzwall-Ehrenzeichen (20. Oktober 1940)
- Kriegsverdienstkreuz I. Klasse mit Schwertern (20. Januar 1942)
- Ostmedaille (15. Juli 1942)
- Spange zum Eisernen Kreuz I. Klasse (22. August 1942)

## Schriften
- mit Werner Rinck von Baldenstein: Das Infanterie-Regiment Freiherr von Sparr (3. Westfälisches) Nr. 16 im Weltkriege 1914/1918. Oldenburg i. O.: Stalling 1927

### Foreign Military Studies
- A-900 Seventh and First Army Rear Areas (Aug - Sep 1944). 1946
- B-0003 Report Concerning My Activity as Commander of the Seventh and First German Army Rear Areas (Aug.-Sep. 1944). 1946 Digitalisat
- B-323 First Army - Feldkommandantur 755 (22 Mar - 4 May 1945). 1947